# Michel de Klerk

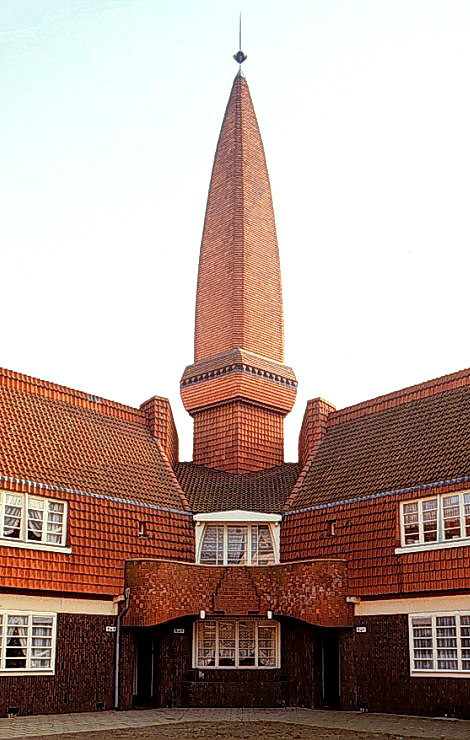
Het Schip em Amsterdam, 1917-1920

Michel de Klerk (24 de Novembro de 1884, Amesterdão - 24 de Novembro de 1923, Amesterdão) foi um arquiteto holandês. 
Foi um dos fundadores do movimento da Escola de Amesterdão. Nos seus começos trabalhou para outros arquitetos, como Eduard Cuypers. Dos seus muitos design e projetos, muito poucos chegaram a construir-se. Um dos seus melhores edifícios é  Het Schip ("O navio") no Distrito de Spaarndammerbuurt em Amesterdão.